# Idotea spasskii
Idotea spasskii is een pissebed uit de familie Idoteidae. De wetenschappelijke naam van de soort is voor het eerst geldig gepubliceerd in 1950 door Gurjanova.